# Tweelingbarnsteenslak
De tweeling-barnsteenslak (Oxyloma sarsii) is een slakkensoort uit de familie van de barnsteenslakken (Succineidae). De wetenschappelijke naam van de soort werd in 1886 voor het eerst geldig gepubliceerd door Birgithe Esmark als variëteit van Succinea pfeifferi.

## Kenmerken
Het slakkenhuisje is 12 tot 15 mm, uitzonderlijk tot 20 mm hoog en 6 tot 9 mm breed. De schaal van het levende dier lijkt donkergrijs tot zwart vanwege het donkere zachte lichaam. De lege behuizing is amberkleurig en doorschijnend. Het heeft drie snel toenemende windingen. De schelp is dun, het oppervlak is glanzend met grove, enigszins onregelmatige groeilijnen. De naad is duidelijk geprononceerd en relatief diep. De mond is smal eivormig met een puntig boveneinde. De onderrand van de mond is vaak slechts licht gebogen; hierdoor ziet de mond er ook enigszins driehoekig uit. De rand van de mond zelf is dun en slechts licht verdikt met lippen aan de buitenkant.
Het zachte lichaam heeft dichte, stervormige gekartelde pigmentvlekken, waardoor het erg donker tot bijna zwart lijkt. De zool is bleek, bijna doorschijnend.
In het voortplantingssysteem is de penis relatief lang met een zwelling aan de top en een interne, opgerolde epiphallus. Het is volledig omgeven door een peniskoker. In de penis bevinden zich onregelmatige longitudinale plooien. De zaadleider komt de penis binnen bij de apex. De penisretractor wordt ook ingevoegd bij de top van de penis. De vagina is erg lang en wordt erg smal naar de basis van het zaadblaasje toe, de steel van het ronde zaadblaasje is erg ver van de ingang van de vagina. De eileider is relatief kort, de slanke steel van het zaadblaasje is ook relatief kort.

## Verspreiding en leefgebied
Het oorspronkelijke verspreidingsgebied van de tweeling-barnsteenslak alleen is onvoldoende bekend vanwege de veelvuldige verwarring met de slanke barnsteenslak (Oxyloma elegans) in de oudere literatuur. Het strekt zich uit van Ierland, Zuid-Engeland via Scandinavië tot Noord-Siberië (Yakutia). In Centraal-Europa is er bewijs uit Denemarken, Nederland, België, Duitsland, Oostenrijk en mogelijk ook uit Noord-Italië. Elders is het afwezig in West- en Zuid-Europa.
Deze slak leeft aan de waterlijn, vooral aan de randen van moerassen, meren en langzaam stromende rivieren met weinig vegetatie, vooral op uiterwaarden. Hier volgt ze de waterlijn en is nooit ver verwijderd van stilstaand water. In dit leefgebied kruipt hij op waterplanten, vooral op slierten (Glyceria) en drijvende waterplanten.